# Percy Herbert
Percy Herbert (Londra, 31 luglio 1920 – Kent, 6 dicembre 1992) è stato un attore britannico.

## Biografia
Herbert servì nella Royal Army Ordnance Corps durante la seconda guerra mondiale e, catturato dai giapponesi quando questi presero Singapore, trascorse quattro anni di internamento nel famigerato campo di prigionia di Changi. Al termine del conflitto, grazie all'interessamento dell'attrice Sybil Thorndike, entrò alla Royal Academy of Dramatic Art, dove vinse una borsa di studio che gli consentì di intraprendere la carriera di attore teatrale, lavorando sui palcoscenici dell'Old Vic con grandi interpreti come John Gielgud.
Debuttò nel cinema nei primi anni cinquanta e interpretò svariati ruoli di militare, in particolare nei film Sopravvissuti: 2 (1955), Il ponte sul fiume Kwai (1957), per il quale lavorò anche come consulente, Mare di sabbia (1958), Whisky e gloria (1960), I cannoni di Navarone (1961), Cannoni a Batasi (1964), Tobruk (1967) e I 4 dell'Oca selvaggia (1978). 
Recitò a suo agio anche in altri generi cinematografici, come nelle commedie Il capitano soffre il mare (1958), Carry On Cowboy (1965), James Bond 007 - Casino Royale (1967), nel fantasy come L'isola misteriosa (1961) e Un milione di anni fa (1966), e nel dramma come Becket e il suo re (1964) e Bunny Lake è scomparsa (1965).
Attivo anche sul piccolo schermo, durante un soggiorno a Hollywood Herbert partecipò a diversi episodi della serie Cimarron Strip (1967-1968). Tra le altre sue partecipazioni televisive, da ricordare le serie Gioco pericoloso (1961), Il Santo (1962-1965), Z Cars (1965), e Dixon of Dock Green (1965-1974).

## Filmografia

### Cinema
- La scogliera della morte (The Night My Number Came Up), regia di Leslie Norman (1955)
- Sopravvissuti: 2 (The Cockleshell Heroes), regia di José Ferrer (1955)
- I fucilieri dei mari della Cina (A Hill in Korea), regia di Julian Ayes (1956)
- Tigre nella nebbia (Tiger in the Smoke), regia di Roy Ward Baker (1956)
- Destinazione Tunisi (The Steel Bayonet), regia di Michael Carreras (1957)
- I vampiri dello spazio (Quatermass 2), regia di Val Guest (1957)
- Il ponte sul fiume Kwai (The Bridge on the River Kwai), regia di David Lean (1957)
- Il capitano soffre il mare (Barnacle Bill), regia di Charles Frend (1957)
- Obiettivo Butterfly (The Safecracker), regia di Ray Milland (1958)
- Non c'è tempo per morire (No Time to Die), regia di Terence Young (1958)
- Mare di sabbia (Sea of Sand), regia di Guy Green (1958)
- Nemici di ieri (Yesterday's Enemy), regia di Val Guest (1959)
- Il discepolo del Diavolo (The Devil's Disciple), regia di Guy Hamilton (1959)
- Le rotaie della morte (The Challenge), regia di John Gilling (1960)
- Whisky e gloria (Tunes of Glory), regia di Ronald Neame (1960)
- I cannoni di Navarone (The Guns of Navarone), regia di J. Lee Thompson (1961)
- L'isola misteriosa (Mysterious Island), regia di Cy Endfield (1961)
- Gli ammutinati del Bounty (Mutiny on the Bounty), regia di Lewis Milestone (1962)
- La città prigioniera, regia di Joseph Anthony (1962)
- Chiamami Buana (Call Me Buana), regia di Gordon Douglas (1963)
- Gli allegri ammutinati del Bounty (Carry On Jack), regia di Gerald Thomas (1963)
- Becket e il suo re (Becker), regia di Peter Glenville (1964)
- Cannoni a Batasi (Guns at Batasi), regia di John Guillermin (1964)
- Bunny Lake è scomparsa (Bunny Lake Is Missing), regia di Otto Preminger (1965)
- Carry On Cowboy, regia di Gerald Thomas (1965)
- La dolce vita del soldato Joe (Joey Boy), regia di Frank Launder (1965)
- Un milione di anni fa (One Million Years B.C.), regia di Don Chaffey (1966)
- Tobruk, regia di Arthur Hiller (1967)
- La regina dei vikinghi (The Queen of the Vikings), regia di Don Chaffey (1967)
- James Bond 007 - Casino Royale (Casino Royale), regia di Ken Hughes, John Huston (1967)
- Demoni di fuoco (Night of the Big Heat), regia di Terence Fisher (1967)
- La grande strage dell'impero del sole (The Royal Hunt of the Sun), regia di Irving Lerner (1969)
- Controfigura per un delitto (One More Time), regia di Jerry Lewis (1970)
- Non è più tempo d'eroi (Too Late the Hero), regia di Robert Aldrich (1970)
- Uomo bianco, va' col tuo dio! (Man in the Wilderness), regia di Richard C. Sarafian (1971)
- L'agente speciale Mackintosh (The MacKintosh Man), regia di John Huston (1973)
- Il buio macchiato di rosso (Craze), regia di Freddie Francis (1974)
- Il mistero del dinosauro scomparso (One of Our Dinosaurs Is Missing), regia di Robert Stevenson (1975)
- Hardcore, regia di James Kenelm Clarke (1977)
- Valentino, regia di Ken Russell (1977)
- I 4 dell'Oca selvaggia (The Wild Geese), regia di Andrew V. McLaglen (1978)
- L'oca selvaggia colpisce ancora (The Sea Wolves), regia di Andrew V. McLaglen (1980)
- The Love Child, regia di Robert Smith (1988)

### Televisione
- Il Santo (The Saint) – serie TV, episodio 1x03 (1962)

## Doppiatori italiani
- Gianfranco Bellini in I vampiri dello spazio,Il ponte sul fiume Kwai